# Zitzschen

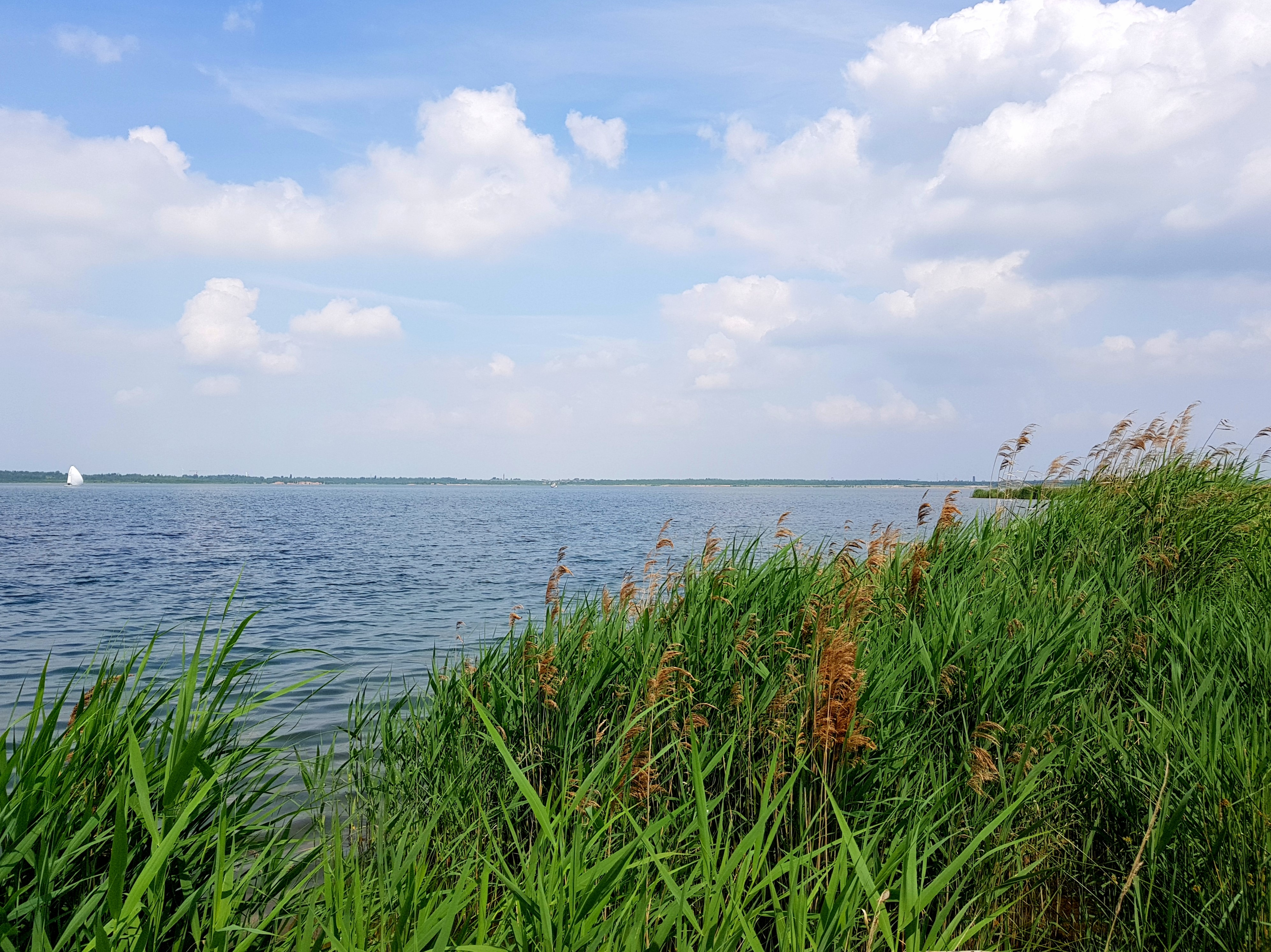
Zwenkauer See, Zitzschener Ufer (2018)

Zitzschen ist ein Ortsteil der Stadt Zwenkau im Landkreis Leipzig in Sachsen. Bevor es 1993 zu Zwenkau kam, gehörte es seit dem 1. April 1973 zur Gemeinde Großdalzig.

## Lage
Zitzschen liegt ca. vier Kilometer westlich des Zwenkauer Stadtzentrums. Östlich des Ortes verlaufen die Bundesstraße 186 Zwenkau–Schkeuditz und die Weiße Elster, begleitet vom Elster-Radweg. Etwa 500 Meter nordöstlich des Ortsrandes von Zitzschen liegt das Westufer des Zwenkauer Sees.
Die umliegenden Orte sind im Osten beginnend im Uhrzeigersinn Zwenkau, Kleindalzig, Großdalzig, Scheidens, Löben, Kitzen, Kleinschkorlopp und Knautnaundorf.
Der nächste Haltepunkt der Bahnverbindung Leipzig-Gera befindet sich ca. zwei Kilometer südlich von Zitzschen in Großdalzig. Die Auffahrt Leipzig-Südwest der Autobahn A 38 ist über die B 186 nach etwa sechs Kilometern zu erreichen.

## Geschichte
Gemäß archäologischer Funde ist die Gegend um Zitzschen sehr altes Siedlungsgebiet. Der Beginn einer kontinuierlichen Besiedlung konnte für die Zeit vor etwa 7000 Jahren belegt werden.
Der Ortskern Zitzschens ist slawischen Ursprungs. Die Slawen siedelten sich in Form eines Rundlings an, der seinen einzigen Eingang von Osten hatte. Vom Dorfplatz in Zitzschen gehen einige Sackgassen ab, die zu weiter außen liegenden Gehöften führen und den Platz vergrößern.
Eine erste Erweiterung erfuhr Zitzschen im Zuge der deutschen Ostexpansion in Form eines Straßendorfteiles, der heutigen Thomas-Müntzer-Straße. Die erste urkundliche Nennung des Ortsnamens Zitzschen erfolgte 1213 in einer Schenkungsurkunde des Burggrafen Gerhard von Leisnig, in der als Zeuge Albertus de Zizzcin genannt wird. Im Mittelalter wurde Zitzschen durch das Bistum Merseburg geprägt, sowohl in kirchlicher als auch weltlicher Abhängigkeit. Es gab zahlreiche Belehnungen auf Zitzschener Flur durch die Bischöfe von Merseburg. Im 15. Jahrhundert  waren die Herren von Fichtenberg mit dem Zitzschener Herrensitz belehnt.

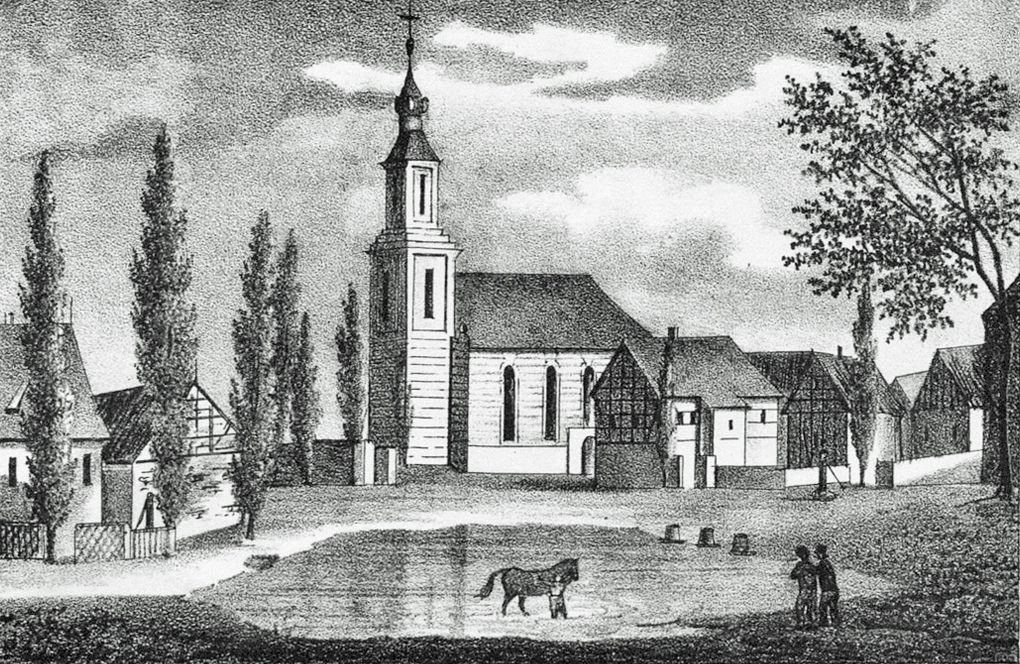
Kirche und Dorfplatz um 1840

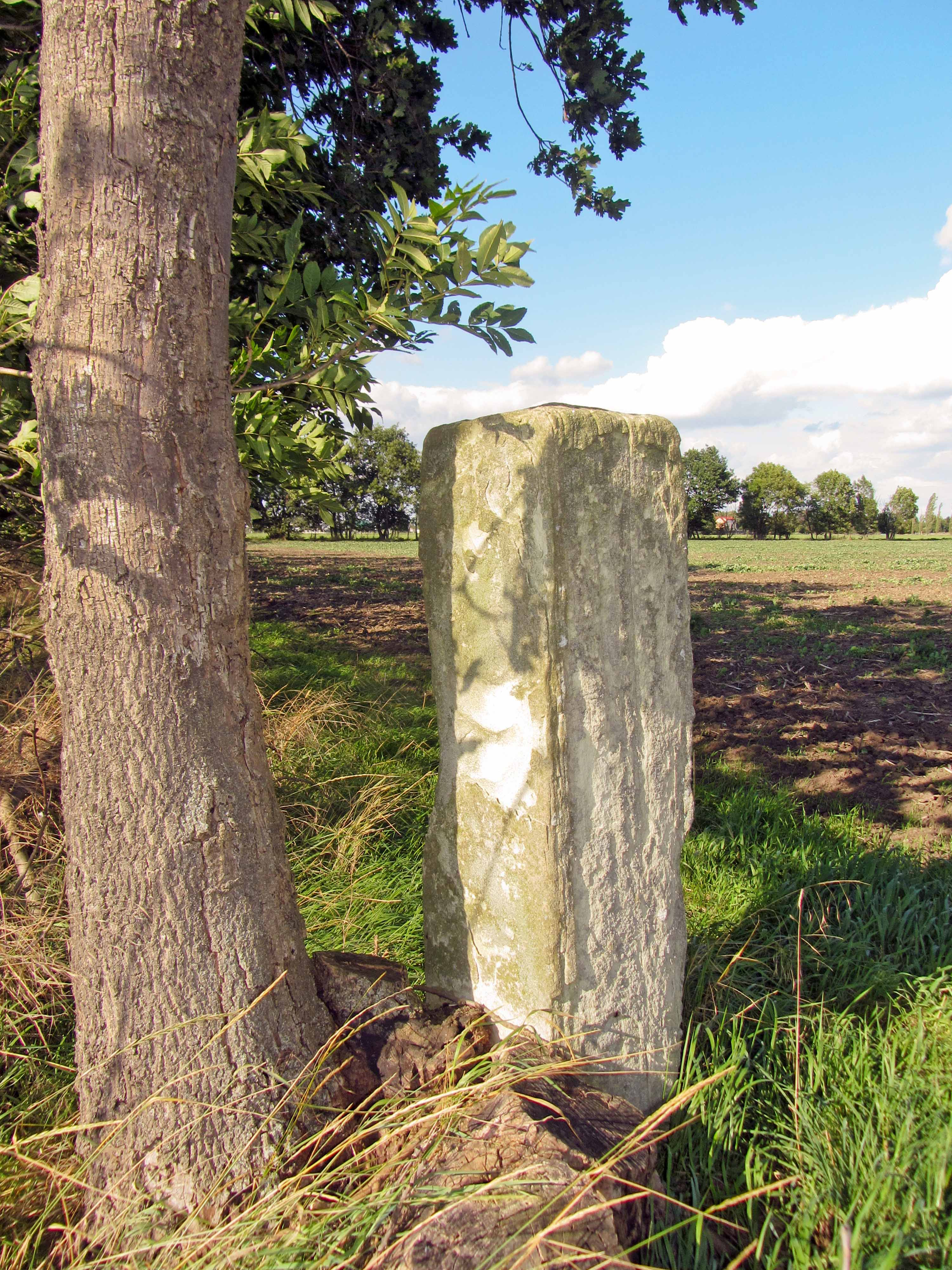
Grenzstein zwischen den ehemaligen Königreichen Preußen und Sachsen

Nach der Reformation gehörte Zitzschen 1560 zum Inspektion Pegau und war damit kirchlich dem Konsistorium Leipzig unterstellt, während die staatliche Verwaltung bis zum Beginn des 19. Jahrhunderts beim Amt Lützen lag. Im Ergebnis des Wiener Kongresses 1815 kam Zitzschen im Jahr 1816 mit dem Westteil des Amts Lützen zum Kreis Merseburg im Regierungsbezirk Merseburg und damit zur preußischen Provinz Sachsen. Grenzsteine aus dieser Zeit zwischen dem Königreich Preußen und dem Königreich Sachsen sind noch erhalten.
Am 18. April 1945 rückten amerikanische Panzerverbände von Kitzen kommend in Zitzschen ein und wurden im Juli von der Roten Armee abgelöst. Das benachbarte Rittergut Mausitz wurde infolge der Bodenreform aufgelöst, und in an Zitzschen grenzenden Feldfluren für Zitzschen Gärten und Neubauernstellen eingerichtet. Für letztere wurden an der Kitzner Straße Neubauernhäuser errichtet.
Ab 1950 gehörte Zitzschen zum Landkreis Weißenfels im 1947 gegründeten Land Sachsen-Anhalt. Mit der Bildung der Bezirke in der DDR 1952 wurde Zitzschen mit einigen Nachbarorten zum Bezirk Leipzig und gehört deshalb nach der Bildung des Freistaates Sachsen nun zu diesem.

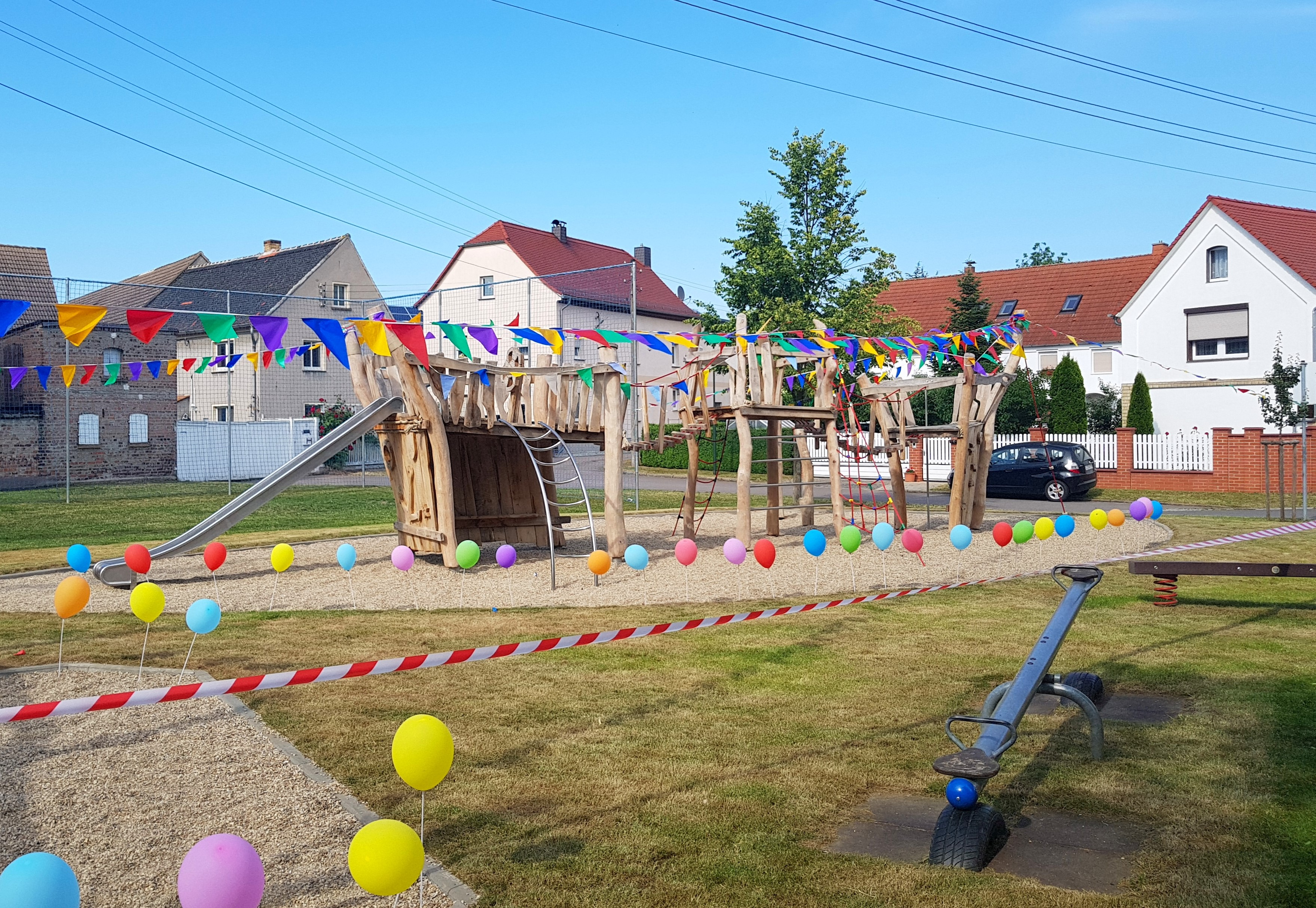
Spielplatz im Ortskern von Zitzschen (2018)

1952 erreichte die Kollektivierung der Landwirtschaft auch Kitzen; drei Höfe schlossen sich zur LPG Typ I zusammen. 1960 entstand eine LPG Typ III, in der später die LPG Typ I aufging. 1972 erfolgte die Eingemeindung Zitzschens nach Großdalzig und 1993 mit diesem nach Zwenkau.
2002–2005 erfolgten umfassende Dorfsanierungsmaßnahmen, nachdem Zitzschen 1996 sächsisches Modelldorf und 2001 sächsisches Förderdorf geworden war.
2014 nahm Zitzschen am Wettbewerb „Unser Dorf hat Zukunft“ teil, belegte den 1. Platz im Kreisausscheid und qualifizierte sich so zum Landesausscheid 2015, wo der 3. Platz errungen werden konnte.

## Kirche
Die klassizistische Dorfkirche Zitzschen aus dem Ende des 18. Jahrhunderts enthält in ihrer Ausstattung eine wertvolle Orgel der Gebrüder Trampeli.

## Zitzschen und die Weiße Elster
Bis 1977 war Zitzschen drei Kilometer von der Weißen Elster entfernt. Wegen des in den 1970er Jahren nördlich von Zwenkau nach Westen schwenkenden Braunkohlentagebaus Zwenkau mussten die Eisenbahntrasse und die Weiße Elster nach Westen verlegt und die B186 neu gebaut werden. Von 1972 bis 1977 entstand zwischen Kleindalzig und Hartmannsdorf das neue Flussbett, das nun unmittelbar an Zitzschen vorbeiführt. Wegen der Art des Ausbaus des Flussbetts wird dieses Stück der Weißen Elster auch „Betonelster“ genannt. Von der B 186 führt eine Brücke nach Zitzschen, die von 2012 bis 2014 bereits erneuert wurde.
Nach der Stilllegung des Tagebaus Zwenkau 1999 wurde mit der Flutung des Restlochs zum Zwenkauer See begonnen, wobei neben dem örtlichen Grundwasser auch Sümpfungswasser aus noch aktiven Tagebauen eingesetzt wurde. 2010 wurde an der Weißen Elster in der Nähe von Zitzschen mit der Errichtung eines Einlaufbauwerks begonnen, durch welches Wasser aus dem Fluss zum See geleitet werden kann. Es dient damit zur Flutung des Sees, aber auch bei Hochwasser zu dessen Ableitung in den See. Nach seiner Fertigstellung im Mai 2013 erlebte es seine Hochwasserbewährung bei dem Hochwasser Anfang Juni 2013, als 130 m³ Wasser pro Sekunde in den See flossen und Leipzig vor einer drohenden Überflutung bewahrt wurde.
Gegenüber der Zitzschener Brücke befindet sich ein beliebter Aussichtspunkt auf den Zwenkauer See mit Informationen zum ehemaligen Tagebau Zwenkau und ein Zugang zum Rundweg um den See.

180°-Panorama der Betonelster zwischen Zitzschen (rechts) und Knauthain (links)
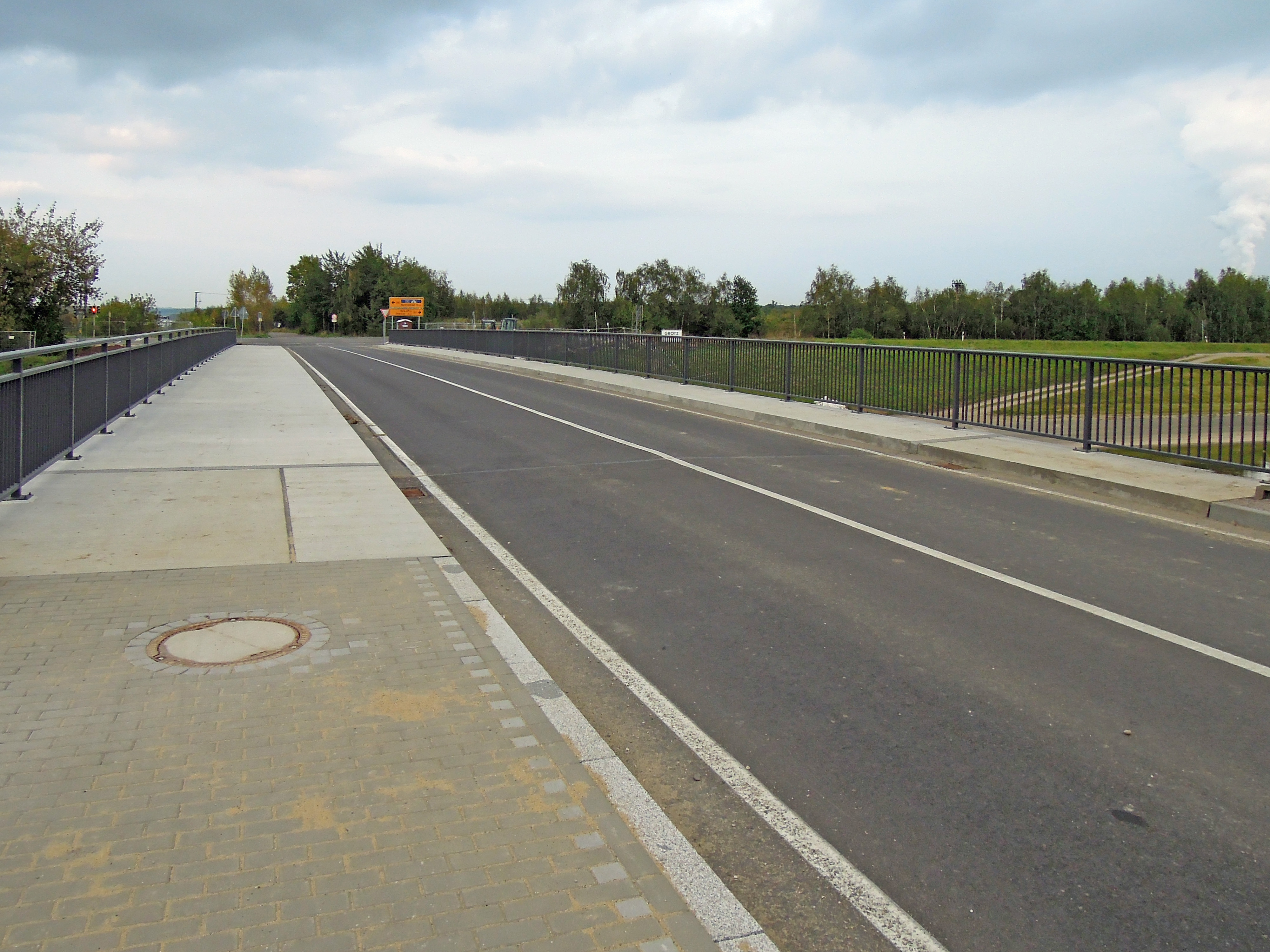
Die neue Brücke 2014
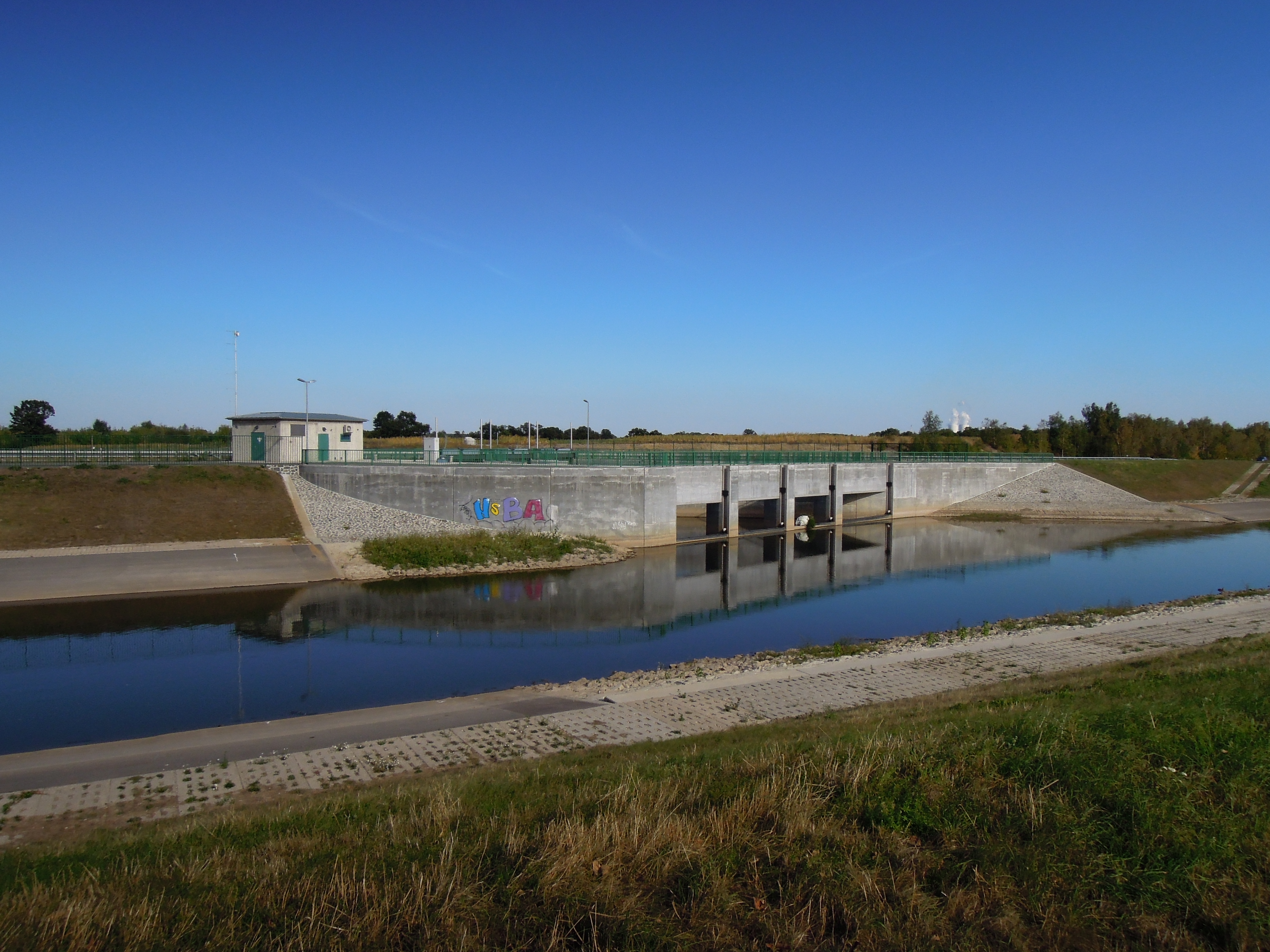
Das Einleitbauwerk, Flussseite
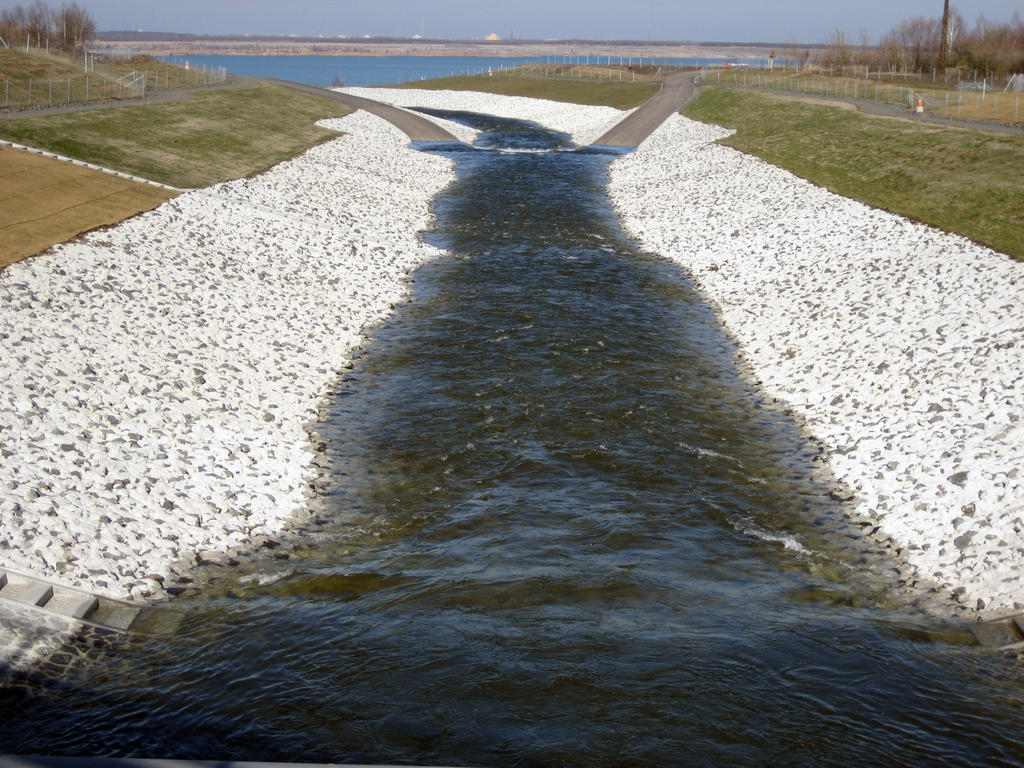
Das Zulaufbett, Seeseite